# Gänserndorf
Gänserndorf – miasto powiatowe w Austrii, w kraju związkowym Dolna Austria, siedziba powiatu Gänserndorf. Według Austriackiego Urzędu Statystycznego liczyło 10 747 mieszkańców (1 stycznia 2014).